# بات مكمان
بات مكمان (بالإنجليزية: Pat McMahon)‏ (5 نوفمبر 1986 في الولايات المتحدة - ) هو لاعب كرة قدم أمريكي في مركز الدفاع. لعب مع نادي ليونغسكايل وRochester Rhinos ‏ ولويسفيل سيتي ونادي سينسيناتي وWest Michigan Edge ‏ وWynnum Wolves FC ‏ وKalamazoo Kingdom ‏ وChicago Fire U-23 ‏.

## وصلات خارجية
- بات مكمان على موقع قاعدة بيانات كرة القدم.إي يو (الإنجليزية)
- بات مكمان على موقع Soccerway.com (الإنجليزية)